# Guerres de Syrie
Pour les articles homonymes, voir Guerre de Syrie.
 (février 2019).
Si vous disposez d'ouvrages ou d'articles de référence ou si vous connaissez des sites web de qualité traitant du thème abordé ici, merci de compléter l'article en donnant les références utiles à sa vérifiabilité et en les liant à la section « Notes et références ».
Guerres de Syrie
Batailles
Cos, Andros, Raphia, Panion
Les guerres de Syrie sont une série de six conflits qui ont opposé les royaumes lagide et séleucide durant la période hellénistique, de 274 à 168 av. J.-C., pour la domination de la Cœlé-Syrie. Après la bataille d'Ipsos en 301 av. J.-C., Séleucos Ier entend étendre sa domination sur la Syrie, tout comme le voudrait Ptolémée Ier, roi d'Égypte. Ces conflits ont épuisé humainement et en ressources les deux royaumes et ont conduit à leur destruction finale et leur conquête par Rome et les Parthes.

## Première guerre de Syrie (274-271)
Après dix ans de règne, le roi séleucide Antiochos Ier, fils de Séleucos Ier, tente d'étendre son empire en Syrie et en Anatolie, territoires dépendant de Ptolémée II. Or, Ptolémée s'est avéré être un dirigeant énergique et un général qualifié. De plus, son récent mariage avec sa sœur Arsinoé II permit de stabiliser l'Égypte, ce qui lui permet de mener à bien la campagne, étendant sa domination sur la Carie et une partie du territoire de la Cilicie.
La Première Guerre de Syrie aboutit à un statu quo. Antiochos prend le contrôle de territoires ptolémaïques sur la côte de la Syrie et au sud de l'Anatolie lors de son attaque initiale. Mais Ptolémée reconquiert ces territoires en 271. Alors qu'il est occupé en Orient, son demi-frère Magas s'auto-proclame roi de la Cyrénaïque. Elle sera indépendante jusqu'en 250 quand elle redeviendra une partie intégrante du royaume ptolémaïque.

## Deuxième guerre de Syrie (260-253)
Antiochos II succède à son père en 261, et adopte très rapidement une politique agressive. La plupart des informations relatives à cette deuxième guerre de Syrie ont été perdues. Les causes de cette deuxième guerre de Syrie sont encore débattues aujourd'hui. En effet, certains ont considéré que c'était peut-être une alliance entre le roi de Pergame et le roi lagide Ptolémée II qui aurait entraîné ce deuxième conflit, mais cette hypothèse ne peut être justifiée. Beaucoup ont tendance à penser que c'est plutôt la mort d'Antiochos Ier qui nourrit une volonté d'expansion égéenne chez son fils Antiochos II.
La participation du roi antigonide de Macédoine Antigone II Gonatas, qui aurait souhaité également repousser Ptolémée II hors de la mer Égée et aurait conclu une alliance avec Antiochos, est conjecturée par certains auteurs tandis que d'autres la considèrent comme douteuse. La victoire que la flotte d'Antigone Gonatas remporte à la bataille de Kos face à la flotte de Ptolémée II est ainsi attribuée par les premiers à cette guerre plutôt qu'à la guerre chrémonidéenne, autre hypothèse envisagée.
Ptolémée semble avoir dû abandonner ses terres en Cilicie, en Pamphylie et en Ionie, tandis qu'Antiochos recouvrait Milet et Éphèse. La participation hypothétique de la Macédoine aurait cessé quand Antigone se trouve préoccupé par une rébellion à Corinthe et à Chalcis en 253, parfois attribuée à une intervention de Ptolémée, mais aussi à la suite de troubles le long de la frontière septentrionale de la Macédoine.
Pour sceller la paix, Antiochos II épouse Bérénice, la fille de Ptolémée II. Bien que cette hypothèse soit avancée par Maurice Sartre, rien ne permet d'affirmer qu'il répudie pour cela sa première femme, Laodicé Ire. Le papyrus no 32 de Zénon de Caunos montre que ce dernier fait partie de l'escorte de la princesse lagide jusqu'à la frontière en avril 252. Antiochos II meurt à Éphèse en 246, empoisonné par Laodicé selon certaines sources. Ptolémée II meurt la même année.

## Troisième guerre de Syrie ou guerre laodicéenne (246-241)
Le conflit est déclenché par une crise de succession : Le défunt Antiochos II laisse deux mères ambitieuses : son épouse Laodicé Ire et Bérénice Syra, fille de Ptolémée II et sœur de Ptolémée III, qui veulent placer sur le trône leur fils respectif. Laodicé affirme qu'Antiochos a désigné son fils comme héritier sur son lit de mort, mais Bérénice fait valoir que son fils nouveau-né était l'héritier légitime. Bérénice demande alors à son frère nouvellement couronné Ptolémée III de venir à Antioche pour l'aider à placer son fils sur le trône. Il semble qu'à l'arrivée de Ptolémée, Bérénice et son enfant ont été assassinés, même si l'hypothèse d'une mort à une date postérieure a pu être avancée à la lecture d'un ensemble de papyri découvert à Gourob.
En 246, Ptolémée III déclare la guerre au fils de Laodicé, Séleucos II , nouvellement couronné. Probablement commandée par Xanthippe, le général mercenaire responsable de la défaite de l'armée romaine à Tunis en 255, l'armée lagide remporte d'importantes victoires contre l'armée séleucide en Syrie et en Anatolie, occupe brièvement Antioche et, comme l'indique une découverte récente en écriture cunéiforme, atteint même Babylone. Mais ces victoires sont éclipsées par la perte des Cyclades au profit d'Antigone II Gonatas, allié des Séleucides, après la bataille d'Andros. Séleucos a ses propres difficultés : sa mère dominatrice lui demande d'accorder la corégence à son frère cadet, Antiochos Hiérax, en Anatolie. Celui-ci déclare rapidement son indépendance, brisant les efforts de Séleucos dans sa lutte contre Ptolémée.
En échange d'une paix en 241 Ptolémée III reçoit des territoires sur la côte nord de la Syrie, dont la Séleucie de Piérie, le port d'Antioche. Cette victoire le rend maître de toute une partie de l’Asie occidentale et porte le royaume lagide à l'apogée de sa puissance.

## Quatrième guerre de Syrie (219-217)

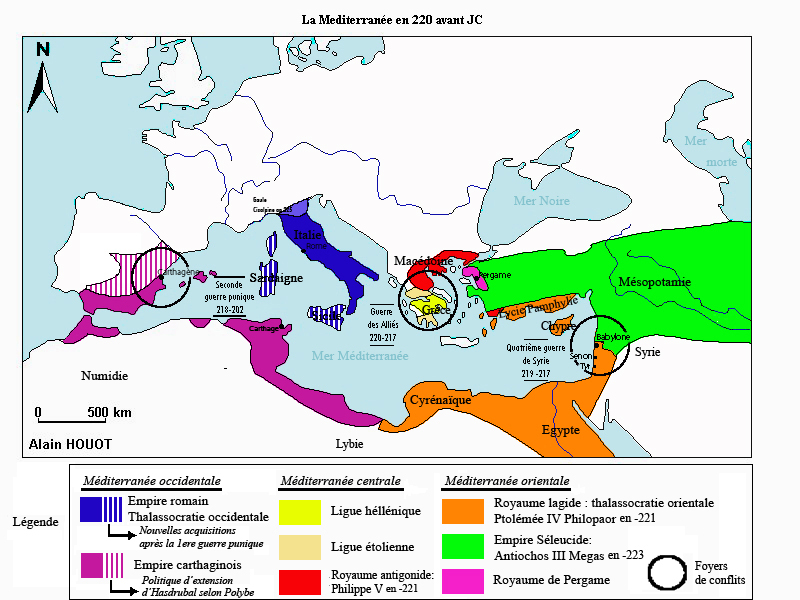
La Méditerranée vers 220 avant J.-C.

Au moment de prendre le trône séleucide en 223, Antiochos III se donne pour tâche de restaurer l'Empire de Séleucos Ier, qui s'étendait du Royaume gréco-bactrien et l'Indus à l'est, l'Hellespont au nord et à l'ouest, et la Syrie au sud. En 221 av. J.-C., il avait rétabli le pouvoir des Séleucides sur la Médie et la Perse, territoires perdus à la suite de la rébellion de son oncle Achaïos II. L'ambitieux roi lorgna vers la Syrie et l'Égypte.
L'Égypte, pendant ce temps, est considérablement affaiblie par les intrigues de cour et par des troubles publics. Le règne du nouveau roi Ptolémée IV commence avec l'assassinat de la reine-mère Bérénice II. Le jeune roi tombe rapidement sous l'influence absolue des courtisans impériaux. Ses ministres utilisent leur pouvoir dans leur propre intérêt, au détriment du peuple égyptien.
Antiochos cherche à tirer profit de cette situation chaotique. Une première invasion échoue en 221, repoussée grâce aux efforts du gouverneur de Cœlé-Syrie, Theódotos d'Étolie (en). En 219, Antiochos lance alors une quatrième guerre de Syrie. Il s'empare de nouveau de Séleucie de Piérie ainsi que de nombreuses cités en Phénicie dont Tyr. Plutôt que d'envahir l'Égypte, Antiochos attendit en Cœlé-Syrie pendant plus d'un an, consolidant ses nouvelles possessions et attendant les propositions diplomatiques du royaume ptolémaïque.
Pendant ce temps, Sosibios, ministre de Ptolémée, commence le recrutement et la formation d'une armée composée de la population grecque locale, mais aussi de plus de trente mille Égyptiens d'origine comme phalangites, les machimoi (en). Cela se révèle payant mais a de terribles conséquences sur la stabilité du royaume. Le 22 juin 217, les troupes de Ptolémée IV Philopator écrasent l'armée séleucide conduite par Antiochos III à la bataille de Raphia, la plus importante bataille depuis celle d'Ipsos quatre-vingts ans plus tôt.
La victoire de Ptolémée lui permet de conserver son emprise sur la Cœlé-Syrie mais il renonce à progresser dans l'empire d'Antiochos, même pour reprendre Séleucie de Piérie. Son royaume, continuant à s'affaiblir, souffre de problèmes économiques et d'une rébellion. D'après Polybe, un sentiment nationaliste s'est développé chez les Égyptiens autochtones qui avaient combattu à Raphia. Confiants et bien entraînés, ils participent à la Grande Révolte Thébaine et établissent leur propre royaume en Haute-Égypte qui n'est reconquise par les Ptolémées que vers 185 av. J.-C. Un rôle des soldats revenant de Raphia dans la Grande Révolte est aujourd'hui écarté par les historiens.

## Cinquième guerre de Syrie  (202-195)
La mort de Ptolémée IV en 204 est suivie d'un conflit sanglant ayant pour enjeu la régence, exercée au nom de Ptolémée V encore enfant. Les troubles commencent avec l'assassinat de la veuve du roi défunt, également sa sœur, Arsinoé, par les ministres Agathoclès et Sosibios. Le sort de Sosibios est obscur, mais Agathoclès semble avoir tenu la régence pendant un certain temps avant d'être lynché par la  population alexandrine. La régence passe d'un conseiller à un autre, le royaume étant dans un état proche de l'anarchie.
Cherchant à tirer parti de cette agitation, Antiochos III organise une seconde invasion de la Cœlé-Syrie. Il s'allie avec Philippe V, pour conquérir et partager les territoires égéens et européens de Ptolémée. Antiochos traverse rapidement la région et s’empare de la Cœlé-Syrie, y compris la Samarie et Jérusalem où les Juifs l’aident à s’emparer de la citadelle encore aux mains des troupes lagides. Après un bref revers à Gaza, il remporte une victoire décisive à la bataille de Panion, près des sources du Jourdain, contre un général de Ptolémée V, victoire qui lui permet de s'emparer du port de Sidon.
En 200 av. J.-C., des émissaires romains rencontrent Philippe et Antiochos, exigeant qu'ils s'abstiennent d'envahir l'Égypte afin de ne pas interrompre les importations de céréales, la clef pour subvenir aux besoins de la population de la république romaine. Comme les monarques n'avaient pas prévu d'envahir l'Égypte elle-même, ils acceptent volontiers la demande de Rome. Antiochos termine l'assujettissement de la Cœlé-Syrie en 198 et se tourne ensuite vers les forteresses côtières ptolémaïques de Carie et de Cilicie.
Les problèmes intérieurs poussent Ptolémée à chercher une conclusion rapide et désavantageuse. Le mouvement naissant, qui avait débuté avant la guerre avec la révolte d'Égypte et qui s'était répandu grâce à l'aide des prêtres égyptiens, crée des troubles et engendre la sédition partout dans le royaume. Les troubles économiques conduisent le gouvernement de Ptolémée à augmenter les taxes, ce qui alimente encore plus le feu nationaliste. Pour se concentrer sur le front intérieur, Ptolémée signe un traité de conciliation avec Antiochos en 195, laissant le roi séleucide en possession de la Cœlé-Syrie et accepte d'épouser la fille d'Antiochos, Cléopâtre Ire, en 194-193.

## Sixième guerre de Syrie  (170-168)
Les causes de ce conflit sont obscures. En 170, Eulaeus et Lenaeus, les deux régents du jeune roi d'Égypte Ptolémée VI, déclarent la guerre au roi séleucide Antiochos IV. La même année, le frère et la sœur de Ptolémée VI, Ptolémée VIII et Cléopâtre II, sont déclarés codirigeants afin de renforcer l'unité de l'Égypte. Les opérations militaires ne commencent pas avant 169 : Antiochos s'empare alors rapidement de l'importante ville stratégique de Péluse. Les Égyptiens débutent la guerre dans un contexte défavorable. Eulaeus et Lenaeus sont renversés et remplacés par deux nouveaux régents, Comane et Cinéas. Des émissaires sont envoyés pour négocier un traité de paix avec Antiochos. Ce dernier prend Ptolémée VI, son neveu, sous sa tutelle, lui laissant le véritable contrôle de l'Égypte. Toutefois, cette situation est inacceptable pour le peuple d'Alexandrie, qui réagit en proclamant Ptolémée Physcon comme unique roi. Antiochos IV assiège Alexandrie, mais demeure incapable de couper les communications vers la ville. Or, il doit réprimer la révolte des Maccabées en Judée. À la fin de 169, il retire son armée. En son absence, Ptolémée VI et son frère se sont réconciliés. Antiochos IV, furieux de ce renversement d'alliance, mène une deuxième campagne. Les Égyptiens demandent l'aide de Rome ; le Sénat dépêche alors l’ambassadeur Caius Popillius Laenas à Alexandrie. Entre-temps, Antiochos s'empare de Chypre et Memphis et marche sur Alexandrie.
À Eleusis, dans les environs de la capitale, il rencontre Popillius Laenas, un de ses amis durant son séjour à Rome. Mais au lieu d'une rencontre amicale, Laenas présente au roi un sénatus-consulte sonnant comme un ultimatum : il doit quitter immédiatement Chypre et l'Égypte. Antiochos demande du temps pour y réfléchir, mais Caius Popillius Laenas trace autour de lui un cercle sur le sable avec sa canne et lui demande de se décider avant qu'il n'en sorte. Antiochos choisit d'obéir à l'ultimatum de Rome. Le « Jour d'Eleusis » conclut la sixième guerre de Syrie tout comme les espoirs d'Antiochos de conquérir le territoire égyptien.